# Eois elongata
Eois elongata là một loài bướm đêm trong họ Geometridae.